# Chien courant tricolore serbe
Ne doit pas être confondu avec Chien courant serbe.
Le chien courant tricolore serbe ou chien courant yougoslave tricolore, est une race de chiens originaire de Serbie. C'est un chien courant de taille moyenne, d'allure robuste, à la robe tricolore noir, blanc et feu. Il s'agit d'un chien de chasse employé comme chien courant et chien de recherche au sang.

## Historique
Le chien courant tricolore serbe partage la même origine que les autres chiens courants balkaniques. En 1946, un débat a permis de considérer la race comme différente du chien courant serbe. La race est présentée lors de l'exposition canine internationale de Belgrade les 7 et 8 juin 1950. La Fédération cynologique internationale reconnaît la race et publie son standard le 25 juillet 1961. La race est extrêmement rare, même dans son pays d'origine.

## Standard
Le chien courant tricolore serbe est un chien de taille moyenne, de constitution robuste. La queue est forte à sa naissance et s'amenuise progressivement vers son extrémité. Elle atteint le niveau du jarret. La tête dolichocéphale présent des lignes supérieures du crâne et du chanfrein divergentes. En forme d'amande, ses yeux d'une grandeur moyenne sont disposés légèrement oblique. La couleur de l'iris est le plus foncé possible. Les oreilles de longueur et largeur moyennes sont attachées haut, pendantes et accolées aux joues. 
Le poil est court, abondant, brillant, un peu épais, bien couché sur le corps, avec un sous-poil assez bien développé. Le poil est un peu plus long sur le bord postérieur des cuisses et à la face inférieure de la queue. La robe est tricolore. Le roux est rouge intense ou un roux couleur de renard. Le noir forme un manteau ou une selle ; il peut remonter jusqu'à la tête où il forme des marques noires sur les tempes. Le blanc ne doit pas dépasser le tiers de la surface totale du corps.

## Caractère
Le chien courant tricolore serbe est décrit dans le standard FCI comme une race dévouée et aimable. Le tempérament est vif et énergique, il est sûr de lui et tenace.

## Utilité
Le chien courant tricolore serbe est utilisé comme chien courant et chien de recherche au sang. C'est une race polyvalente, considérée comme résistante et ayant du mordant. Doux en famille, il demande beaucoup d'exercices physiques comme chien de compagnie.